# 熱帯性ブロークンハート
『熱帯性ブロークンハート』（ねったいせいブロークンハート）は、こうの雅美による日本の漫画作品。
『なかよしデラックス』（講談社）にて1985年連載された。

## 書誌情報
- 熱帯性ブロークンハート 1986年8月6日 ISBN 9784061785472
  - おにいさんといっしょ／午後3時の神話／女の子たちのむこうがわ／毎日がバレンタイン